# توماس رينغ
توماس رينغ (بالدنماركية: Thomas Ring)‏ هو موسيقي ومغني دنماركي، ولد في 17 فبراير 1980.

## وصلات خارجية
- توماس رينغ على موقع ميوزك برينز (الإنجليزية)
- توماس رينغ على موقع أول ميوزيك (الإنجليزية)
- توماس رينغ على موقع ديسكوغز (الإنجليزية)